# Glaucoma d'angle obert
El glaucoma d'angle obert és el tipus de glaucoma més habitual, en què el seu principal factor de risc és l'elevació de la pressió intraocular, poden influir altres factors com ara la diabetis mellitus, la pressió arterial alta, hipotensions, drogues vasoconstrictores o tabaquisme. Aquesta malaltia normalment presenta símptomes, és causada per l'obstrucció de l'humor aquós. Als Estats Units és la primera causa de risc en la població afroamericana.

## Símptomes
El símptoma principal és la disminució progressiva del camp visual que amb freqüència passa inadvertida fins a fases avançades. És causat per l'obstrucció en la circulació del humor aquós. L'humor aquós es produeix en els processos ciliars de la cambra posterior de l'ull i flueix per les pupil·les fins a la cambra anterior. Després la xarxa trabecular drena el líquid al canal de Schlemm i finalment al sistema venós.
L'ull normal té una pressió intraocular determinada. Si aquesta és massa alta (més de 21.5 mm Hg), la pressió exercida sobre les parets de l'ull resulta en una compressió de les estructures oculars.

## Tractament[4]
- Fàrmacs: blocadors beta com el timolol, i els derivats de la prostaglandina (latanoprost, travoprost) i els miòtics o parasimpaticomimètics com l'acetilcolina, carbacol i pilocarpina.

- Cirurgia: la trabeculoplàstia làser s'usa per tractar el glaucoma d'angle obert. S'utilitza Argó o Nd:I AG en el làser que s'aplica a la xarxa trabecular per estimular l'obertura dels conductes i així augmentar el flux de l'humor aquós. La cirurgia convencional més usada en el glaucoma és la trabeculectomia.